# Oprichting van het Verenigd Koninkrijk der Nederlanden
De oprichting van het Verenigd Koninkrijk der Nederlanden vond plaats in de periode van november 1813 tot maart 1815, op initiatief van de "Hoge Geallieerde Machten". De nieuwe staat moest een bufferstaat tegen Frankrijk vormen, noodzakelijk om het machtsevenwicht in Europa voorgoed veilig te stellen.

## Een herstel van Noord en Zuid

De generaal-gouvernementen aan het begin van 1814

Van november 1813 tot februari 1814 bevrijden Russische troepen de Nederlanden, met uitzondering van enkele weerstandsnesten waaronder Antwerpen. Door de terugkeer van prins Willem krijgen de Noordelijke Nederlanden alvast een rechtmatige vorst. Hier wordt al gauw het Vorstendom der Nederlanden afgekondigd. Op 9 februari verkrijgen de commissarissen van Willem ook bevoegdheid over de Generaliteitslanden in het Maasland, die verloren gegaan waren in 1795. Begin mei nemen deze commissarissen bezit van Maastricht en Venlo, zodra de Fransen deze steden ontruimen.
De Zuidelijke Nederlanden blijven onder voorlopig bestuur van de Geallieerden, en meer bepaald onder drie "generaal-gouverneurs". Over de toekomst van de Zuidelijke Nederlanden wordt al begin november 1813 gesproken. Op dat moment denken de delegaties van de Europese mogendheden nog aan een herstel van de Oostenrijkse Nederlanden, zoals ook blijkt uit het Memorandum respecting Holland van de Britse onderhandelaar Castlereagh. Essentieel is wel dat ze weerbaarder worden: ze moeten uitbreiding tot aan de Rijn krijgen, opnieuw voorzien worden van barrièresteden voor het Noorden én opnieuw onder de bescherming van een Duitse mogendheid komen.

## De hereniging van het Vorstendom en België
Een overnemer voor het herhaaldelijk getroffen Zuiden wordt echter niet gevonden: Oostenrijk vindt het te ver, Pruisen verkiest een veiligere positie in het Rijnland, als "tweede wachter". De Geallieerden gaan daarom in op het voorstel van vorst Willem en zijn secretaris Hogendorp, die al sinds december aandringen op een hereniging van de Nederlanden. De wederzijdse versterking zou dan de gewenste bufferstaat tot stand brengen. Het plan wordt voorlopig geheim gehouden, want momenteel staat, in het Zuiden maar ook in het Noorden, de algemene opinie vijandig tegenover zo'n hereniging.
In Troyes (15 februari) kan Castlereagh enkel Pruisen en Rusland voor het idee winnen. Toch scharen, in het Eerste Verdrag van Parijs (30 mei), alle Geallieerden zich achter een samengaan van het Vorstendom der Nederlanden en het generaal-gouvernement België. Welke uitbreidingen het generaal-gouvernement moet krijgen om beter verdedigbaar te zijn, zal later bekeken worden. Het Londenprotocol bepaalt dat de vereniging "innig en volledig" moet zijn, met gelijke rechten voor het Zuiden.
Vorst Willem kan alvast optreden als gouverneur-generaal van België. De soevereiniteit blijft bij de Geallieerden, en zal hij ontvangen op het Congres van Wenen. In deze fase slaat Willem het aanbod echter af; hij wil eerst garanties dat het gebied zal reiken tot aan de Rijn en de Moezel. De andere mogendheden weigeren zo'n uitbreiding nu al te garanderen. Onder druk van Castlereagh aanvaardt Willem het generaal-gouvernement (21 juli). Hij treedt in de plaats van generaal-gouverneur de Vincent (1 augustus). Om de mogelijke hereniging alvast voor te bereiden, benoemt Willem een nieuwe regering in het Zuiden (12 augustus).

## De inlijving van de linker Maasoever

Augustus 1814: de Maas vormt de nieuwe oostgrens van de Nederlanden, behalve het Land van Kessel ter hoogte van Horst

De voorziene uitbreiding van het generaal-gouvernement levert veel debatten op. Op de conventies van Basel (18 januari 1814), Troyes (15 februari) en Parijs (30 mei) passeren diverse uitbreidingen de revue: de linkeroever van de Maas en de Rijn (tot een grenslijn Givet–Maastricht–Keulen–Emmerik), een corridor Luxemburg–Koblenz naar Willems erfland Nassau-Dietz, het voormalige hertogdom Luxemburg dat vergroot wordt tot Trarbach. Alle voorstellen worden echter tegengehouden door Pruisen, wiens militaire positie in het Rijnland bij zo'n uitbreiding verzwakt zou worden. Bij het Verdrag van Parijs raakt men het niet eens. Voorlopig wordt de Maas als oostgrens gekozen.
Het Verdrag van Parijs wordt uitgevoerd in augustus. In het departement Nedermaas doet de Pruisische generaal-gouverneur Johann August Sack afstand van de linker Maasoever (1 augustus), later doet het Vorstendom afstand van de Generaliteitslanden op de rechter Maasoever (11 augustus). Ten zuiden van Nedermaas is er een gebiedswissel tussen twee departementen: de linker Maasoever van Ourthe komt bij België (18 augustus), de rechter Maasoever van Samber en Maas valt aan Sack (vóór 12 september). Het kanton Horst blijft echter door Pruisen bezet, op grond van een dubbelzinnigheid in de verdragstekst. Aan het hoofd van de linker Maasoever wordt Verstolk van Soelen geplaatst, als "commissaris-generaal" van de nieuwe gebieden.

## De inlijving van de rechter Maasoever

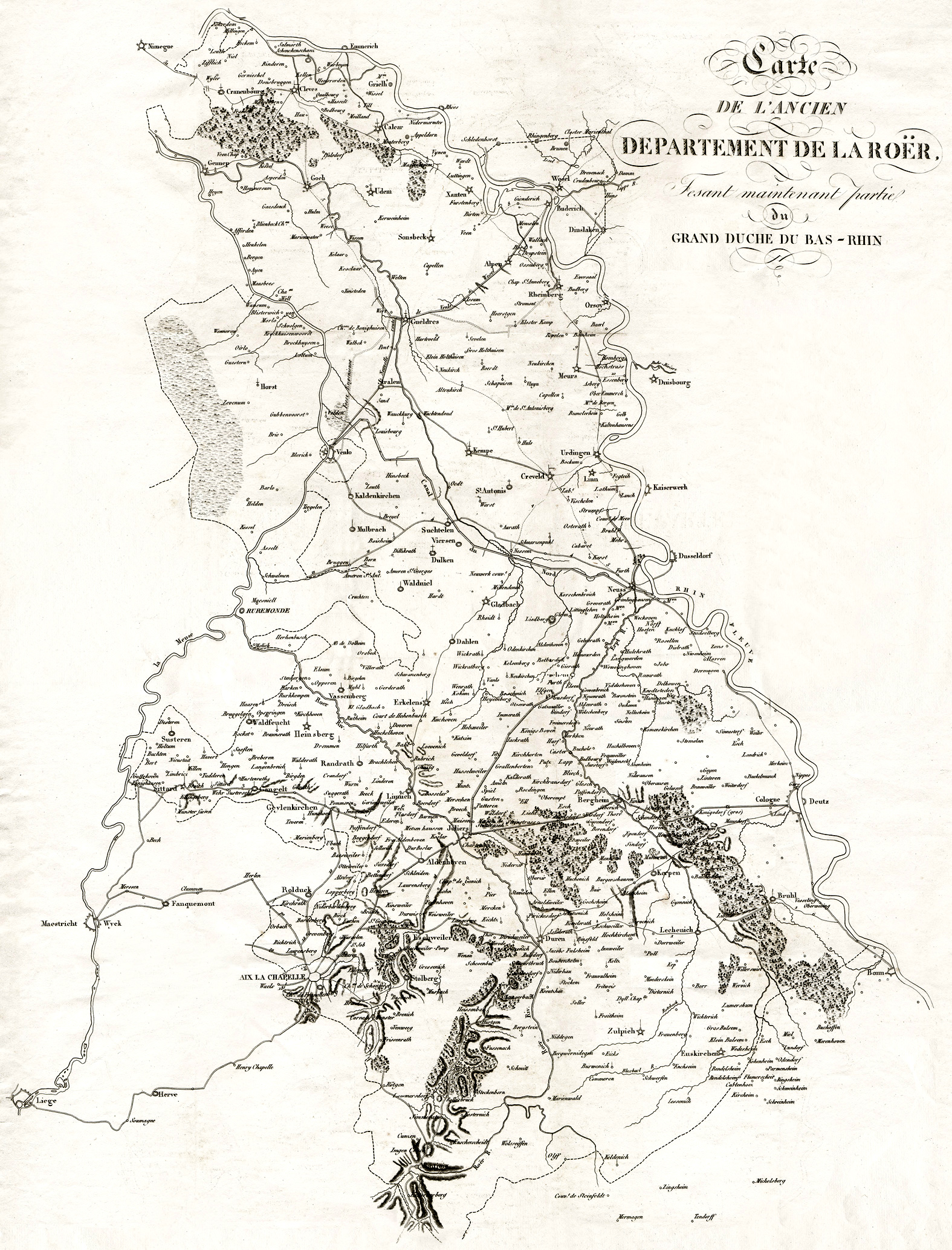
Het Roerdepartement. In mei 1815 komen het kanton Horst, de helft van het kanton Sittard en diverse stroken op de rechter Maasoever bij de Nederlanden

De verdeling voorbij de Maas wordt overeengekomen op het Congres van Wenen (september 1814 – juni 1815). Het gebied tussen Maas en Rijn gaat bijna integraal op in Pruisens Rijnprovincie. Wel verkrijgen de Nederlanden de departementen (uitgez. Wouden) waarop zij historisch gezien aanspraak kunnen maken:
- Nedermaas. De voormalige gebieden Staats-Overmaas, Staats-Opper-Gelre, Oostenrijks-Overmaas en Oostenrijks-Gelre keren terug naar de Nederlanden. Twee kantons worden afgerond: het kanton Rolduc langs de Worm, het kanton Cruchten langs een lijn Lerop–Beesel.
- Roer, tot op 1.000 Rijnlandse roeden achter de Maas. Ter hoogte van Sittard moeten Oostenrijks-Overmaas en Staats-Opper-Gelre verbonden worden; hier wordt een bredere strook overgedragen zodat de landsgrens minder inspringt.
- Ourthe. Dit departement krijgt een nieuwe oostgrens van Deiffelt naar Vaals. Het graafschap Dalhem, een gedeelte van het hertogdom Limburg en een uitloper van het hertogdom Luxemburg keren terug naar de Nederlanden. Het voormalige prinsbisdom Luik en een gedeelte van het abdijvorstendom Stavelot-Malmedy komen mee als enclaves.
- Samber en Maas, opgebouwd uit het voormalige graafschap Namen en delen van Luik en Luxemburg.
- Boven-IJssel: Zevenaar, Huissen en Malburgen worden bevestigd als onderdelen van Boven-IJssel. Vóór de Franse tijd vormden ze een exclave van Kleef.

Op 5 april neemt Pruisen de eraan toegewezen gebieden in, op 12 mei verkrijgt commissaris-generaal Verstolk van Soelen de Nederlandse gebieden. Voorlopig blijven deze laatste onder het bestuur van de commissaris-generaal, met uitzondering van de voormalige Generaliteitslanden die bij Noord-Brabant gevoegd worden. Tot slot deelt de grondwet het geheel in tot provincies. In oktober kan Verstolk van Soelen aftreden en wordt de provinciale indeling van kracht.
De verdragstekst uit het Congres van Wenen laat discussie bestaan over Moresnet-Kelmis en over tal van gemeenten op de rechter Maasoever: St.-Odiliënberg, Melick, Posterholt, Vlodrop, Elmpt, Cruchten, Wegberg, Tegelen, Kaldenkerken, Straelen en Walbeck. Deze twistpunten worden uitgeklaard bij het Traktaat van Aken (26 juni 1816). Bij deze gelegenheid worden ook enkele gebiedsruilen gedaan. De oostgrens in het Noorden wordt nader bepaald door het Traktaat van Kleef (7 juli). Hieruit volgt een algeheel Procès-verbal de la ligne de démarcation, ondertekend te Emmerik (23 september 1818).

## De status van Luxemburg

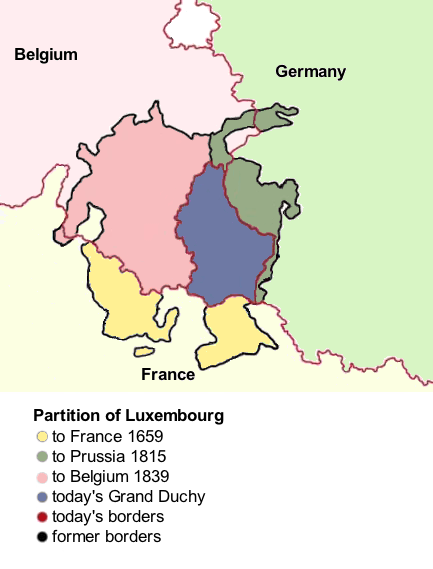
Luxemburg (roze-blauw-groen) verliest het gebied ten oosten van de Moezel, Sûre en Our (groen)

De vesting Luxemburg is voor de Duitse gebieden van strategisch belang, als een anti-Frans bruggenhoofd op de linker Rijnoever. Daarom ontneemt het Londenprotocol (21 juni 1814) het Woudendepartement aan de Zuidelijke Nederlanden. Het wordt hersteld als hertogdom en bij de Duitse Bond gevoegd. Om de oostgrens te rationaliseren, wordt deze teruggetrokken tot aan de rivieren Moezel, Sûre en Our. Stadjes zoals Bitburg, Neuerburg en Dasburg gaan hierdoor verloren (zie delingen van Luxemburg).
Vorst Willem is lid van de Duitse Bond, sinds zijn erfrecht op Oranje-Nassau, Siegen, Hadamar en Diez hersteld werd. Deze heerschappijen geeft hij op om hertog te worden over het nabijer gelegen Luxemburg. Uit eerbied voor Willem, die tenslotte ook koning is, wordt deze titel spoedig verheven tot "groothertog van Luxemburg". Luxemburg blijft een onderdeel van de Duitse Bond en komt slechts in een personele unie met het Koninkrijk der Nederlanden. Politiek gezien krijgt Luxemburg geen afzonderlijk parlement, waardoor het feitelijk bestuurd wordt als een achttiende provincie van het koninkrijk.

## De grens met Frankrijk

Tijdelijk wordt Frankrijk uitgebreid met vijf kantons van de Zuidelijke Nederlanden (linksboven)

Het Eerste Verdrag van Parijs (30 mei 1814) regelt de grens met Frankrijk. Frankrijk krijgt zijn bezittingen in de Nederlanden terug (Philippeville, Mariembourg, Givet en Bouillon) en wordt hiermee verbonden via acht Belgische kantons: Dour, Merbes-le-Château, Beaumont, Walcourt, Chimay, Florennes, Beauraing en Gedinne. Zij worden ingedeeld bij de departementen Nord en Ardennes (18 augustus). Het drielandenpunt situeert zich op het knooppunt van de gemeenten Porcheresse (België), Graide (Frankrijk) en Opont (Luxemburg).
In maart 1815 keert Napoleon terug naar het vasteland en ontketent de Zevende Coalitieoorlog. Frankrijk wordt definitief verslagen, maar ditmaal zijn de overwinnaars minder toegeeflijk op de vredesbesprekingen. In het Tweede Verdrag van Parijs (20 november 1815) wordt de grenscorrectie herbekeken in het voordeel van België. De acht kantons worden ingelijfd bij Henegouwen en Namen, Bouillon bij Luxemburg. De precieze grens wordt vastgelegd in het Grensverdrag (ondertekend te Kortrijk op 28 maart 1820) en in het Protocol van de Grenzencommissie (ondertekend te Reims op 25 oktober 1825).
Na de onafhankelijkheid van België zullen België en Frankrijk hun landsgrens bevestigen, ter gelegenheid van de "Verklaring ter uitvoering van het Grensverdrag" (ondertekend te Parijs op 15 januari 1886).

## De grondwet wordt aangenomen

De nieuwe provincies van het Koninkrijk in 1815

In de loop van het Congres van Wenen ondertekenen de Europese mogendheden het "Verdrag van de 38 Artikelen" (13 februari 1815), waarmee ze nogmaals bevestigen dat het Vorstendom der Nederlanden en het generaal-gouvernement België vervangen worden door een gezamenlijk koninkrijk. Voordat de slotakte van het Congres ondertekend kan worden, keert Napoleon terug naar Frankrijk. Ten midden van de internationale onrust roept Willem zich alvast uit tot "koning der Nederlanden" (16 maart 1815).
Een commissie van 12 Noordelijken en 12 Zuidelijken wordt samengesteld om de grondwet te schrijven. De grondwet van het Vorstendom, één jaar voordien aangenomen, wordt gebruikt als basis. Het Zuiden wenst de meerderheid in de Staten-Generaal, aangezien 60% van de bevolking in het Zuiden woont. Ze moeten genoegen nemen met een paritaire samenstelling: 55 vertegenwoordigers voor elk landsdeel. Hun vraag om een tweevoudig parlement wordt wel ingewilligd, met de oprichting van de Eerste Kamer. Hierna kan de Grondwet van 1815 voorgelegd worden.
In het Noorden buigen de Staten-Generaal zich over het voorstel, in het Zuiden een college van 1.604 notabelen. De Staten-Generaal nemen de grondwet aan, maar in het Zuiden geven o.a. de positie van het protestantisme en de gelijke verdeling van de staatsschuld aanleiding tot felle debatten. Uiteindelijk keurt het college de grondwet af: 527 leden stemmen voor, 796 stemmen contra, 281 onthouden zich of zijn afwezig. Opmerkelijk: in de Nederlandstalige gewesten is men voornamelijk tegen, in de Waalse gewesten is men voornamelijk voor.
Koning Willem buigt de uitslag om in zijn voordeel (zie Hollandse rekenkunde). Op 24 augustus vaardigt hij een Koninklijk besluit waarmee hij de grondwet beschouwt als aanvaard. Op 16 september 1815 treedt de regering van het generaal-gouvernement België af, ten voordele van de eerste nationale regering van het koninkrijk.